# Telmatactis cylicodes
Telmatactis cylicodes is een zeeanemonensoort uit de familie Isophelliidae. De anemoon komt uit het geslacht Telmatactis. Telmatactis cylicodes werd in 1918 voor het eerst wetenschappelijk beschreven door Bourne. 